# زعفران (ولاية الجلفة)
زعفران بلدة وبلدية تابعة لدائرة حاسي بحبح في ولاية الجلفة.

## حدودها
من الشمال : بلدية زمالة الأمير عبد القادر ولاية تيارت وبلدية القرنيني
من الجنوب :بلدية بن يعقوب وبلدية عين الإبل
من الغرب : بلدية القديد وبلدية الشارف
من الشرق : بلدية حاسي بحبح بلدية عين معبد بلدية الجلفة.